# Semecarpus densiflorus
Semecarpus densiflorus är en sumakväxtart som först beskrevs av Merrill, och fick sitt nu gällande namn av Van Steenis. Semecarpus densiflorus ingår i släktet Semecarpus och familjen sumakväxter. Inga underarter finns listade i Catalogue of Life.